# Drôles d'oiseaux (film, 2011)
Pour les articles homonymes, voir Drôles d'oiseaux.
Pour plus de détails, voir Fiche technique et Distribution.
Drôles d'oiseaux (The Big Year), ou La Grande Année au Québec, est un film américain réalisé par David Frankel, sorti en salles le 14 octobre 2011 aux États-Unis et au Canada et le 19 septembre 2012 en France et qui fut un énorme échec commercial.

## Synopsis
Trois passionnés d'ornithologie se lancent le défi de repérer le plus d'espèces d'oiseaux des États-Unis en un an dans le cadre d'un concours.

## Fiche technique
- Titre original : The Big Year
- Titre français : Drôles d'oiseaux (titre donné en France pour la sortie en DVD[1] et Blu-ray[2])
- Titre québécois : La grande année
- Réalisation : David Frankel
- Scénario : Howard Franklin, d'après le livre de Mark Obmascik
- Musique : Theodore Shapiro
- Directeur de la photographie : Lawrence Sher
- Montage : Mark Livolsi (en)
- Distribution des rôles : Heike Brandstatter, Coreen Mayrs et Margery Simkin
- Création des décors : Brent Thomas
- Direction artistique : Michael Diner et Martina Javorova
- Décorateur de plateau : Peter Lando
- Création des costumes : Monique Prudhomme
- Producteurs : Stuart Cornfeld, Carol Fenelon, Curtis Hanson, Karen Rosenfelt et Ben Stiller
  - Coproducteur : Brad Van Arragon
  - Producteur associé : Jeffrey Harlacker
- Sociétés de production : Deuce Three Productions, Fox 2000 Pictures, Red Hour Films et Sunswept Entertainment
- Société de distribution :  Fox 2000 Pictures •  20th Century Fox
- Pays de production :  États-Unis
- Budget : 41 millions de dollarsUS
- Format : 35mm, cinéma numérique – 2.35:1 – Couleur
- Son : Dolby
- Genre : Comédie
- Durée : 100 minutes
- Dates de sortie en salles : 
  - États-Unis, Canada : 14 octobre 2011
  - Royaume-Uni, Irlande : 2 décembre 2011
  - France : 19 septembre 2012

## Distribution
- Steve Martin (VFB : Patrick Donnay ; VQ : Jean-Luc Montminy) : Stu Preissler
- Jack Black (VFB : Thierry Janssen ; VQ : Stéphane Rivard) : Brad Harris
- Owen Wilson (VFB : Bruno Mullenaerts ; VQ : Antoine Durand) : Kenny Bostick
- Rashida Jones (VQ : Michèle Lituac) : Ellie
- Anjelica Huston (VQ : Diane Arcand) : Annie Auklet
- Jim Parsons : Crane
- Rosamund Pike (VFB : Valérie Lemaitre ; VQ : Valérie Gagné) : Jessica
- JoBeth Williams (VQ : Claudine Chatel) : Edith
- Brian Dennehy (VFB : Daniel Nicodème ; VQ : Vincent Davy) : Raymond Harris
- Dianne Wiest (VQ : Madeleine Arsenault) : Brenda Harris
- Anthony Anderson (VQ : François L'Écuyer) : Bill Clemens
- Tim Blake Nelson : Phil
- Joel McHale (VFB : Sébastien Hébrant) : Barry Loomis
- Calum Worthy : Colin Debs
- Corbin Bernsen : Gil Gordon
- Kevin Pollak (VFB : Jean-Pierre Denuit ; VQ : Manuel Tadros) : Jim Gittelson
- Barry Shabaka Henley : Dr Neil Kramer
- John Cleese (VFB : Thierry Janssen) : le narrateur (voix)

Sources et légendes : version française (VF) sur AlloDoublage

## Réception

### Box-office
The Big Year a rencontré un énorme échec commercial aux États-Unis, malgré des acteurs confirmés tels que Steve Martin, Jack Black et Owen Wilson et un réalisateur habitué à connaître le succès (David Frankel), puisqu'il a démarré à la neuvième place du box-office et 4,3 millions de dollars de recettes en une semaine, pour une moyenne de 2 009 $ et une combinaison de salles de 2 150 salles, avant de s'effondrer dans les profondeurs du classement les cinq semaines suivantes et de finir sa carrière avec 7,1 millions de dollars de recettes.
En France, ayant bénéficié d'une sortie technique, The Big Year totalise 311 entrées.